# Амурский бульвар
Аму́рский бульва́р — улица бульварного типа в Хабаровске и один из главных пешеходных маршрутов города. Протяжённость бульвара около трёх с половиной километров. 
До 1958 года на всём протяжении бульвара протекала река Чердымовка, в 1967 году окончательно убранная в коллектор под бульваром.

## Географическое положение
Бульвар расположен на границе Кировского (нечётная сторона домов) и Центрального районов (чётная сторона домов) города. Пересекается с улицами Тургенева, Комсомольской, Истомина, Калинина, Фрунзе (без сквозного поезда), Запарина, Дзержинского, Волочаевской, Шеронова, Льва Толстого, Дикопольцева и заканчивается у Ленинградского переулка.

## Транспорт

### Трамвай
Вдоль бульвара проходят все три трамвайных маршрута — 1, 2, и 5. Трамваи трёх маршрутов останавливаются на бульваре. Пути примыкают непосредственно к пешеходной зоне.
| Остановка            | Маршруты |
| -------------------- | -------- |
| «Гупровский городок» | 1, 2     |
| «Рынок»              | 1, 2, 5  |
| «Дикопольцева»       | 1, 2, 5  |
| «Ж/д вокзал»         | 1, 2, 5  |

### Автобус
| Остановка              | Маршруты                  |
| ---------------------- | ------------------------- |
| «Академия физкультуры» | 1с, 1Л 23, 61К, 61С       |
| «Открытие»             | 29К, 29П, 58              |
| «Амурский бульвар»     | 8, 17, 29П, 49, 58        |
| «Оптика» / «Шеронова»  | 29К, 52 / 29П             |
| «Дворец профсюзов»     | 11, 13, 26, 70, 28 (трол) |
| «Кинотеатр "Дружба"»   | 29П, 70, 28 (трол)        |

## История
До основания Хабаровска на протяжении современного бульвара протекала река Хэдиэ Бури, названная нанайцами в честь расположенного рядом пастбища. В 1880 году реку переименовали в Чардымовку, в честь читинского купца третьей гильдии Михаила Чардымова, поселившегося в Хабаровске.
Со временем река сильно загрязнялась. Во время сезонных подъёмов воды в Амуре русла рек превращались в зловонные водоёмы. Состоятельные граждане не хотели использовать участки вдоль речек для строительства — застраивались они лишь малоимущими. Из-за того, что строительство велось из подручных материалов и без проекта, и здания выходили соответствующие, они получили народное название «нахаловки».
16 мая 1900 года Городская Дума приняла решение о строительстве в поймах рек Чардымовка и Плюснинка бульваров с лета 1903 года. Средств у города не хватило, потому было решено сдавать участки вдоль реки в аренду, и дата постоянно переносилась.
Строительство бульваров началось лишь в 1958 году, в период подготовки города к столетию. Люди, проживающие в этих местах были расселены, реки начали убирать в бетонные коллекторы. Благоустройством поймы реки Чардымовка и проектированием Амурского бульвара занимался архитектор Ефим Мамешин.

## Достопримечательности
д. 43 — Институт Хабаровскгражданпроект (мемориальная доска А. С. Ческидову)

## В искусстве
Бульвар изображен на литографии художника Николая Холодка 1980 года.